# 사쿠라 마나
사쿠라 마나(일본어: 紗倉まな, 1993년 3월 23일 ~ )는 일본의 성인 비디오 여배우다. 키사라즈공업고등전문학교 토목과 출신이며 2011년 11월 《공장모에미소녀 사쿠라 마나 18세》라는 제목의 이미지 비디오로 데뷔했고, 그라비아 장르에서도 활약하기도 했다. 고등전문학교 재학중이던 2012년 2월, 소프트 온 디맨드의 작품인 《사쿠라 마나 AVDebut》을 통해 성인 비디오 시장에 진출했다. 데뷔해였던 2012년 4월의 DMM.com이 집계한 AV 순위에서 작품별 순위와 여배우 순위에서 1위에 올랐으며, 그 해 SOD 소속 여배우들 사이에서 가장 높은 매출을 기록했다. 사쿠라 마나는 2012년 12월에 개최된 SOD대상에서 5개 부문 가운데 12번 노미네이트되었고, 최우수여우상을 포함해 6관왕을 차지했다. 2013년의 스카파! 성인방송대상에서는 신인여우상과 FLASH상을 수상했다.
2014년 7월, 세가의 게임 《용과 같이》의 게임상에 등장하는 캐릭터를 모델링하는 것을 목적으로, 섹시 여배우들을 대상으로 인기 투표를 실시했다. 이 투표 결과 2위에 선정되었으며, 9월 18일 도쿄 게임 쇼에서 공개된 《용과 같이 제로》 행사에 참여하였다.
2015년의 스카파! 성인방송대상에서 여우상과 두 번째 FLASH상을 수상했다.